# 애플비 (음악 그룹)
애플비(Apple.B)는 대한민국의 10인조 걸 그룹이다.
팀명 "애플비"는 사람들에게 친근하고 익숙한 ‘사과’가 다양한 이미지로 존재하는 것처럼 대중들에게 여러 가지 모습을 보여주겠다는 포부를 담고있다.
2015년 8월 1일 디지털 싱글 《우쭈쭈》로 데뷔를 했다.
아이돌 리부팅 프로젝트 더 유닛 여자부에 샌디, 유지, 하은을 출전시켰으나 하은은 제일 낮은 부트인 0부트를 받은 뒤 패자부활전에서 실패해 《아이돌 리부팅 프로젝트 더 유닛》에 출전조차 못했으며 샌디와 유지 역시 극초반에 탈락해 별다른 임펙트를 보여주지 못했다.
참고로 아이돌 리부팅 프로젝트 더 유닛 여자부는 소나무의 의진이 우승했다.
손유지는 《카라 프로젝트: 카라 더 비기닝》 참가자이며 《카라 프로젝트: 카라 더 비기닝》이 끝난 이후 DSP 미디어를 퇴사한 후 현재의 소속사로 이적했다.
별다른 성과를 내지 못했으며 이로 인해 애플비의 멤버였던 하은, 유림, 유지로 구성된 써드아이를 재데뷔시켰다.

## 이전 구성원
| 이름 | 소개 |
| ---- | --- |
| 유지 | - 본명 : 손유지 - 생년월일 : 1998년 11월 25일(26세) - 출생지 : - 학력 : 서울공연예술고등학교 실용무용과 (졸업) - 포지션 : 리더, 서브보컬, 리드래퍼, 리드댄서 - 활동기간 : 2017년 8월 1일 ~2018년               |
| 유림 | - 본명 : 박유림 - 생년월일 : 1998년 4월 13일(27세) - 출생지 : - 학력 : - 포지션 : 리드보컬 - 활동기간 : 2017년 8월 1일 ~ 2018년                                                                                |
| 샌디 | - 본명 : 산드라 빅토리아 서 (Sandra Victoria Seo) - 한국명 : 서민경 - 생년월일 : 1998년 5월 3일(27세) - 출생지 : - 학력 : 서울공연예술고등학교 (졸업) - 포지션 : 메인래퍼 - 활동기간 : 2017년 8월 1일 ~ 2018년 |
| 하은 | - 본명 : 윤하은 - 생년월일 : 1999년 3월 12일(26세) - 출생지 : - 학력 : 인덕대학교 방송연예학과 (재학) - 포지션 : 서브보컬 - 활동기간 : 2017년 8월 1일 ~2018년                                                  |
| 현민 | - 본명 : 박현민 - 생년월일 : 2001년 10월 14일(23세) - 출생지 : - 학력 : 검단중학교 졸업, - 서울공연예술고등학교 실용음악과 (재학) - 포지션 : 메인보컬 - 활동기간 : 2017년 8월 1일 ~2018년                      |